# 岗上遗址
岗上遗址，位于山东省枣庄市滕州市东沙河镇岗上村，是一座古遗址，为中华人民共和国全国重点文物保护单位之一。
1977年12月23日，授予山东省文物保护单位。2019年10月，该遗址列入第八批全国重点文物保护单位。
- 红陶实足鬶，大汶口文化，滕县岗上村出土
- 彩陶缽形鼎，大汶口文化早期，滕县岗上村出土